# Détroit de Wilkins (Antarctique)
Pour les articles homonymes, voir Détroit de Wilkins.

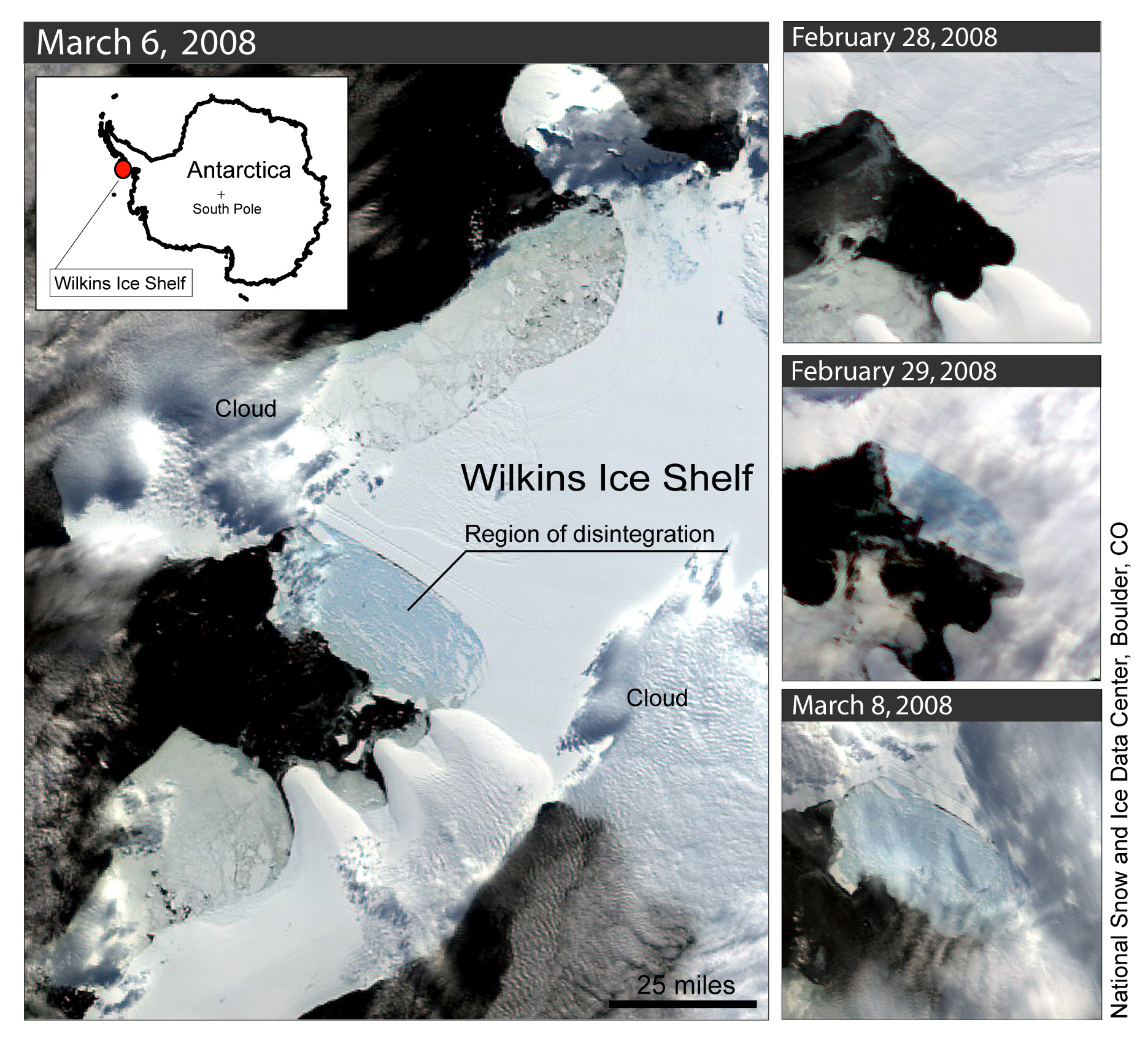
Grosse perte de banquise datant de 1998.

Le détroit de Wilkins (anglais : Wilkins Sound) est un détroit du sud-ouest de la péninsule Antarctique, en Antarctique. Plus précisément, il se trouve à l'ouest de l'île Alexandre-Ier. Il est occupé largement par la barrière de Wilkins. Sa partie nord fut cartographiée en 1910 durant la seconde expédition Charcot dirigées par Jean-Baptiste Charcot. Elle fut observée de manière aérienne en 1929 par Hubert Wilkins.
Le 5 avril 2009, le mince pont de glace naturel reliant la barrière de Wilkins au continent s'est scindé, ce qui pourrait entraîner, selon des scientifiques, à un effondrement de la barrière. On rapporte également que la barrière se désintègre en centaines de petits morceaux de glace. Selon David Vaughan du British Antarctic Survey, ceci serait dû au réchauffement climatique.